# Thomas Buchanan Read
 (mai 2022).
Si vous disposez d'ouvrages ou d'articles de référence ou si vous connaissez des sites web de qualité traitant du thème abordé ici, merci de compléter l'article en donnant les références utiles à sa vérifiabilité et en les liant à la section « Notes et références ».
Cet article possède un paronyme, voir Thomas Buchanan.
Pour les articles homonymes, voir Buchanan et Read.
Thomas Buchanan Read (12 mars 1822 dans le comté de Chester en Pennsylvanie- 11 mai 1872 à New York), est un poète et portraitiste américain.

## Biographie
On lui doit plusieurs romances en prose, dont The Pilgrims of the Great St. Bernard, et plusieurs recueils de poésies, dont The New Pastoral, The House by the Sea, Sylvia, et A Summer Story. Nombre de ses œuvres les plus courtes ont connu une certaine popularité, notamment Sheridan's Ride, Drifting, The Angler, The Oath, et The Closing Scene.
Read est brièvement associé au mouvement préraphaélite. Son plus grand succès artistique a lieu à Florence. Read décède des suites de blessures subies lors d'un accident, qui l'ont affaibli et amené à contracter une pneumonie à bord du navire qui le ramène en Amérique.